# Bojna skupina
Bojna skupina (angleško Battle group; nemško Kampfgruppe, kratica KG) je nestalna, ad hoc vojaška formacija nedoločljive velikosti in sestave.
Po navadi je sestavljena posebej za določen namen oz. nalogo z združitvijo različnih vojaških enot skupaj, tako da bojna skupina doseže taktično samostojnost; po opravljeni nalogi se razpusti. Najmanjša velikost je v moči čete, lahko pa tudi doseže moč korpusa (to se po navadi zgodi z združitvijo razbitih oz. (delno) uničenih enot).

## Primer
Primer prikazuje bojno skupino, moči okrepljene čete.
- Štab
- Pehotni vod
- pehotni vod
- oklepni vod
- artilerijska baterija
- inženirski oddelek